# Provincia del Noroeste (Zambia)
La provincia del Noroeste es una de las diez provincias de Zambia. Abarca un área de 125.827 km², en la que conviven 727 044 personas (censo del año 2010); esto hace que sea la provincia con menos densidad de población de Zambia. La capital es Solwezi.

## Parques nacionales y áreas protegidas
- Pantanos de Busanga y la llanura del parque nacional Kafue.
- Parque Nacional de Lunga Oeste
- Praderas de Zambezi, en el extremo oeste del país.

## Distritos
La provincia se subdivide en 11 distritos:
- Chavuma
- Ikelenge
- Kabompo
- Kalumbila
- Kasempa
- Manyinga
- Mufumbwe
- Mushindamo
- Mwinilunga
- Solwezi
- Zambezi